# Qingyuan Xingsi
Qingyuan Xingsi (chiń. 青原行思, pinyin Qīngyuán Xìngsī; kor. 청원행사 Ch'ŏngwŏn Haengsa; jap. Seigen Gyōshi; wiet. Thanh Nguyên Hành Tư; ur. 660, zm. 740) – chiński mistrz chan Południowej szkoły chanu. Znany także jako Jizhou Xingsi i Qingzhu Xingsi.

## Życiorys
O jego życiu niewiele wiadomo. Pochodził zapewne z Luling (dziś miasto Ji’an) (w południowej części Jiangxi). Jego rodowe nazwisko to Liu. Po praktyce pod kierunkiem Huinenga i osiągnięciu oświecenia, powrócił do miejsca, z którego pochodził i tam nauczał w klasztorze Jingzhou na górze Qingyuan, w którym zgromadziło się wielu uczniów.
Po przekazaniu Dharmy uczniowi Shitou, 13 dnia 12 miesiąca księżycowego w 740 r. mistrz wszedł do sali Dharmy aby pożegnać się z kongregacją. Usiadł w pozycji medytacyjnej i zmarł. Jego stupa otrzymała nazwę „Powrót do Prawdy”.